# Dinamo Soechoemi
Dinamo Soechoemi (Georgisch: დინამო სოხუმი, Russisch: ФК Динамо Сухум) is een voetbalclub uit van oorsprong Soechoemi, de hoofdstad van de Georgische autonome republiek Abchazië. Er zijn een Georgische en een Abchazische Dinamo Soechoemi, die de clubhistorie opeisen.

## Geschiedenis

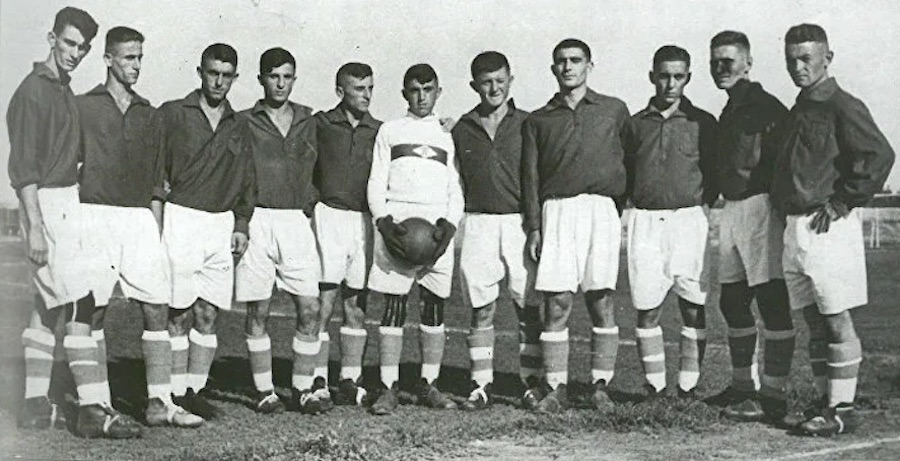
Dinamo Soechoemi in 1939.

De club werd in 1925 opgericht, en speelde vanaf 1936 in de competities van de Georgische sovjetrepubliek, toen het meteen tweede werd in het kampioenschap.
Dinamo beleefde sportieve hoogtijdagen in de tweede helft van de jaren 40. De club won in 1944 de eerste Georgische voetbalbeker, om deze in 1948 nog een keer te winnen, en werd tweemaal kampioen van de Georgische sovjetrepubliek, in 1947 en 1948. In 1946 deed de club voor het eerst mee in de Sovjet-Unie-competitie en werd tweede in de groep van de Transkaukasische SFSR. In 1961 werd de club voor een jaar omgedoopt in Ritsa, een verwijzing naar een Abchazische legende.
In 1990, een jaar voor het uiteenvallen van de Sovjet-Unie verlieten de grote Georgische clubs FC Dinamo Tbilisi, Goeria Lantsjchoeti, Torpedo Koetaisi, Dinamo Batoemi en anderen, de Sovjet-competitie om in de eigen nationale Georgische competitie te gaan spelen, die opgericht werd. In Dinamo Soechoemi vond een scheuring plaats toen de Abchazische teamleden weigerden over te stappen naar de Georgische competitie. Het Georgisch-Abchazisch conflict en de Abchazische wens tot afscheiding van Georgië droeg bij aan deze weigering, maar ook de promotie van de club in 1989 van de Vtoraja Liga (derde klasse) naar de Pervaja Liga (tweede klasse) in de Sovjet-competitie.

### Georgische splitsing
Op initiatief van oud-voetballer Goeram Gabeskiria werd de club Tschoemi Sochoemi opgericht om deel te nemen aan de Georgische nationale competitie. Het grootste deel van de spelers van Dinamo stapte over naar deze nieuwe club, waaronder trainer Giga Norakidze. Tschoemi speelde tussen 1990 en 1993 in de Oemaghlesi Liga, de hoogste Georgische klasse en werd daarin eenmaal tweede. Door de oorlog in Abchazië moest de club uiteindelijk in het najaar van 1993 de activiteiten staken. De club werd eind jaren 90 in ballingschap in Tbilisi nieuw leven ingeblazen en speelde enige jaren in de Meore Liga (derde klasse). Sinds 2017 speelt de club in de Regionoeli Liga.

### Abchazisch Dinamo
Het overgebleven deel van Dinamo Soechoemi, met onder meer Roman Chagba, Andrej Tsjekoenov en Gennadi Bondaroek, werd in 1990 aangevuld met voetballers elders uit de Sovjet-Unie, waaronder Sergej Ovtsjinnikov en Boris Dobasjin. Jonge talenten werden noodgedwongen geworven om het elftal aan te vullen. De nog jonge tweelingbroers Beslan en Roeslan Adzjindzjal begonnen zo hun voetbalcarrière.
Het team speelde in de seizoenen 1990 en 1991 in de Pervaja Liga in de middenmoot, maar moest in 1992 de activiteiten staken door het einde van de Sovjet-competitie en de daaropvolgende oorlog. Vanaf 1994 werd in het inmiddels de facto onafhankelijke Abchazië een eigen competitie gespeeld, waarvan Dinamo de eerste kampioen werd. Daarna verdween Dinamo van het toneel, tot de club in 2009 opnieuw werd opgericht en vanaf seizoen 2010 in het Abchazische kampioenschap speelde.

### Georgische opvolging
Medio 2004 werd door Georgische vluchtelingen uit Abchazië in Tbilisi een nieuwe Dinamo Soechoemi opgericht, die in het seizoen 2005 onder de naam ASMC Soechoemi speelde in de hoofdklasse Oemaghlesi Liga en daar meteen uit degradeerde naar de Pirveli Liga. De club werd in 2013 nieuw leven ingeblazen en speelt sindsdien in de regionale profcompetitie, de Regionoeli Liga. De club beschouwt zich als de juridische opvolger van de oorspronkelijke Dinamo Soechoemi.
In 2020 begon Dinamo Soechoemi met de deelname in het Georgische vrouwenkampioenschap voetbal. Daarnaast opende de club een voetbalacademie voor de jeugd, zowel meisjes als jongens. De club onderhoudt goede relaties met Tschoemi Sochoemi, de historische afsplitsing van Dinamo, die ook in Tbilisi is gevestigd. In 2018 werd ter nagedachtenis aan 25 jaar sinds de val van Soechoemi een vriendschappelijke derby in het Ameristadion gehouden. De wedstrijd eindigde in een gelijkspel (1:1).

## Erelijst
- Kampioenschap van Georgische sovjetrepubliek

Winnaar: 1947, 1948; tweede in 1975, derde in 1955
- Voetbalbeker van de Georgische sovjetrepubliek

Winnaar: 1944, 1948
Finalist: 1947

## Bekende ex-spelers
- Goeram Gabeskiria
- Avtandil Gogoberidze
- Nikita Simonjan